# Polen-Rundfahrt 2010
Die 67. Polen-Rundfahrt fand vom 1. bis 7. August 2010 statt. Sie wurde über sieben Etappen und eine Distanz von 1256,5 Kilometern ausgetragen. Das Rennen war Bestandteil der UCI ProTour 2010.

## Teams
| AG2R La Mondiale Astana BMC Racing Team Cervélo TestTeam Euskaltel-Euskadi Française des Jeux Footon-Servetto Caisse d’Epargne | Garmin-Transitions Team Katusha Lampre-Farnese Vini Liquigas-Doimo Team Milram Omega Pharma-Lotto Quick Step Rabobank | Team RadioShack Team Saxo Bank Skil-Shimano Sky Professional Cycling Team Team HTC-Columbia Vacansoleil Team Poland |

## Etappen
| Etappe    | Tag       | Start–Ziel                       | km    | Typ | Etappensieger        | Gesamtwertung    |
| --------- | --------- | -------------------------------- | ----- | --- | -------------------- | ---------------- |
| 1. Etappe | 1. August | Sochaczew–Warschau               | 175,1 |     | Jacopo Guarnieri     | Jacopo Guarnieri |
| 2. Etappe | 2. August | Rawa Mazowiecka–Dąbrowa Górnicza | 240   |     | André Greipel        | Allan Davis      |
| 3. Etappe | 3. August | Sosnowiec–Kattowitz              | 122,1 |     | Jauheni Hutarowitsch | Allan Davis      |
| 4. Etappe | 4. August | Tychy–Cieszyn                    | 177,9 |     | Mirco Lorenzetto     | Mirco Lorenzetto |
| 5. Etappe | 5. August | Jastrzębie-Zdrój–Ustroń          | 149   |     | Daniel Martin        | Daniel Martin    |
| 6. Etappe | 6. August | Oświęcim–Bukowina Tatrzańska     | 228,5 |     | Bauke Mollema        | Daniel Martin    |
| 7. Etappe | 7. August | Nowy Targ–Krakau                 | 163,9 |     | André Greipel        | Daniel Martin    |

## Trikots im Rennverlauf
| Etappe | Gesamt                 | Zwischensprintwertung   | Berg                    | Punkte                 | Team                  |
| ------ | ---------------------- | ----------------------- | ----------------------- | ---------------------- | --------------------- |
| 1.     | Jacopo Guarnieri (LIQ) | Błażej Janiaczyk (POL)  | Łukasz Bodnar (POL)     | Jacopo Guarnieri (LIQ) | keine Wertung bekannt |
| 2.     | Allan Davis (AST)      | Błażej Janiaczyk (POL)  | Marcin Sapa (LAM)       | Allan Davis (AST)      | keine Wertung bekannt |
| 3.     | Allan Davis (AST)      | Błażej Janiaczyk (POL)  | Dominique Rollin (CTT)  | Allan Davis (AST)      | keine Wertung bekannt |
| 4.     | Mirco Lorenzetto (LAM) | Błażej Janiaczyk (POL)  | Johnny Hoogerland (VAC) | Allan Davis (AST)      | keine Wertung bekannt |
| 5.     | Daniel Martin (GRM)    | Błażej Janiaczyk (POL)  | Johnny Hoogerland (VAC) | Allan Davis (AST)      | keine Wertung bekannt |
| 6.     | Daniel Martin (GRM)    | Johnny Hoogerland (VAC) | Johnny Hoogerland (VAC) | Grega Bole (LAM)       | keine Wertung bekannt |
| 7.     | Daniel Martin (GRM)    | Johnny Hoogerland (VAC) | Johnny Hoogerland (VAC) | Allan Davis (AST)      | keine Wertung bekannt |